# Élections législatives syriennes de 2012
Les élections législatives syriennes de 2012 se sont déroulées le 7 mai 2012. Le parti Baas obtient la majorité des sièges. Ces élections sont considérées comme « ridicules » par les États-Unis et sont qualifiées de « farce » par la communauté internationale et l'opposition à Bachar el-Assad, alors qu'une révolte est en cours depuis 2011 en Syrie,.
Un article de L'AFP publié juste avant les élections signale que « des analystes estiment que les législatives prévues lundi seront de « pure forme » et sans incidence sur le rapport de forces dans le pays en raison de la répression sanglante du régime et le boycott du scrutin par l'opposition ».
La France qualifie cette élection de « farce sinistre » en raison de la répression en cours. Le taux de participation atteint 51,26 %, d'après Khalaf al-Azzaoui, chef de la Commission électorale.

## Contexte
En juin 2011, Bachar el-Assad, en réponse à ceux qui réclament un dialogue national, crée un comité chargé de conduire la Syrie vers « un État multipartite et démocratique ». Une réunion préparatoire se déroule le 10 juillet 2011 en l'absence de tout représentant des manifestants, qui qualifient alors ce « dialogue national » de « monologue ». En août 2011, par décret présidentiel, la Syrie devient officiellement multipartite, tout en indiquant les conditions que devront remplir les nouveaux partis, comme par exemple ne pas reposer sur des bases religieuses ou tribales. En février 2012, l'article 8 de la constitution syrienne est supprimé par référendum. Cet article instaurait la primauté du Parti Baas, « dirigeant de l’État et de la société ». L'abrogation de cet article était l'une des revendications essentielles des opposants au début de la révolte, mi-mars 2011, mais ils réclament désormais le départ de Bachar al-Assad, et qualifient le référendum de « mascarade »,,,. Avant les élections législatives, les médias officiels syriens annoncent que la moitié des sièges du parlement seront réservés aux « représentants des ouvriers et des paysans ». D'après Le Monde, les syndicats de ces derniers sont contrôlés par le parti Baas au pouvoir. Un militant de l'opposition, Bassam Ichak, qui n'a pu se faire élire en 2003 et en 2007, déclare : « Rien n'a changé. Le système politique syrien demeure totalement corrompu et les résultats des élections seront une nouvelle fois déterminés à l'avance. » Selon Le Monde, au moment des élections en mai 2019, la Syrie est « sans Parlement depuis un an » en raison des révoltes et de leur répression sanglante. Le pays compte 12 000 morts, civils et militaires, dans les 14 mois précédents.

## Système électoral
L'Assemblée du peuple est un parlement unicaméral doté de 250 sièges pourvus pour quatre ans au scrutin de liste majoritaire dans 15 circonscriptions plurinominales. Les électeurs d'une circonscription choisissent une liste fermée de candidats qu'ils ne peuvent modifier parmi celles proposées, et celle recueillant le plus de suffrages remporte l'ensemble des sièges en jeu dans la circonscription. Chaque liste est composée d'un minimum de deux tiers de candidats du Parti Baas et pour moitié d'ouvriers et de paysans, de telle sorte que le total de ces derniers soit de 127 sur le total de 250 députés élus.
En pratique, le pouvoir exerce une pré-sélection et une censure qui rend impossible tout début de pluralisme. Des comités nommés par une commission dont les membres sont eux-mêmes choisis par le président décident de la validité des candidatures des « ouvriers et paysans ». Les partis pouvant concourir à la moitié restante des sièges à pourvoir doivent respecter les lois syriennes, notamment celle qui interdit sous peine de sanction pénale de faire des déclarations « fragilisant le sentiment national ». Il s'agit de l'un des « crimes fourre-tout » qui étouffe toute critique d'Assad. Enfreindre cette loi peut conduire à la radiation du candidat ou du parti politique. Les petits partis politiques autres que le Parti Baas, tous membres du Front national progressiste, lui sont ainsi tous subordonnés.
Le déroulement des élections est contesté. Les citoyens sont contraints d'aller voter par crainte de représailles, parfois à plusieurs reprises. Selon un opposant, « ce sont les services de renseignement qui choisissent les parlementaires, et cela depuis toujours. Au Parlement syrien, pas un seul député n'est véritablement élu par le peuple ».

## Positionnement du Conseil national syrien
Le Conseil national syrien affirme dans un communiqué : « Des millions de Syriens ont juré depuis plus d'un an qu'ils voulaient faire tomber le régime assassin. Ils regardent avec dédain les appels à renouveler la légitimité à ce régime à travers des élections absurdes. Celui qui baigne la Syrie dans le sang, pousse à l'exode deux millions de Syriens et tire sur le peuple syrien ne possède aucune légitimité pour rédiger une Constitution, promulguer une loi électorale ou convoquer des élections. Les Syriens connaissent le chemin : ils veulent la chute du régime de tyrannie et d'asservissement. Ils veulent voter une nouvelle Constitution démocratique qui les rende égaux et établisse des institutions démocratiques garantissant la liberté et la dignité des gens » . Le CNS appelle les Syriens à « faire grève et à manifester pour exprimer leur refus de cette comédie qui fait fi des milliers de martyrs tombés ».

## Déroulement
Le 19 mars 2012, Bachar el-Assad promulgue un décret prolongeant d'une semaine le délai pour le dépôt des candidatures pour élire les représentants du Conseil du peuple.
Le jour des élections, 7 195 candidats sont en lice, 250 sièges de députés sont à pourvoir, et 12 000 bureaux de vote sont disponibles pour ces « premières élections "multipartites" depuis un demi-siècle » selon L'AFP. Selon Ignace Leverrier, dès 1990, des candidats indépendants pouvaient se présenter aux élections, mais que des partis politiques n’appartenant pas au Front national progressiste puissent se présenter est une nouveauté. D'après Libération, « neuf partis ont été créés et homologués, dont sept ont présenté des candidats ». D'après L'Obs; « 11 nouveaux partis » participent à ces élections aux côtés des dix partis du Front national progressiste qui forme une alliance dominée par le parti Baas. Mais selon L'Obs, les adversaires de Bachar al-Assad « estiment que des réformes engagées sans leur participation sont une farce et que des élections ne peuvent se tenir sous la menace des armes ». Ils appellent au boycott des élections. Ces élections sont également raillées par la communauté internationale.
Selon Ignace Leverrier, ancien diplomate, les nouveaux partis qui se sont présentés aux élections sont « totalement inconnus de la population... qui a bien d’autres soucis en tête. Leur manque de cadres, de militants et de moyens les condamne à jouer, pour leur baptême du feu, un rôle de comparses ». Le 3 mai 2012, il estime que le scrutin sera « garanti sans surprise ». Le 7 mai, le parti Baas remporte la majorité des sièges de députés.